# Городское поселение Осинки
Городское поселение Осинки — муниципальное образование в Безенчукском районе Самарской области. Образовано в 2005 году в границах определённых Законом Самарской области от 25 февраля 2005 года.

## Население
| 2010  | 2012  | 2013  | 2014  | 2015  | 2016  | 2017  |
| ----- | ----- | ----- | ----- | ----- | ----- | ----- |
| 3657  | ↘3655 | ↘3611 | ↘3578 | ↘3543 | ↘3514 | ↘3480 |
| 2018  | 2019  | 2020  | 2021  |       |       |       |
| ↗3512 | ↘3491 | ↗3535 | ↘3324 |       |       |       |

## Административное устройство
В состав городского поселения Осинки входят:
| № | Населённый пункт | Тип населённого пункта                          | Население |
| - | ---------------- | ----------------------------------------------- | --------- |
| 1 | Осинки           | посёлок городского типа, административный центр | ↘2858     |
| 2 | Преображенка     | село                                            | ↗266      |
| 3 | Привольный       | посёлок                                         | ↗204      |
| 4 | Разинский        | железнодорожный разъезд                         | ↗86       |